# 新居浜市営球場
新居浜市営球場（にいはましえいきゅうじょう）は愛媛県新居浜市にある野球場。1985年開設。
全国高等学校野球選手権愛媛大会や四国アイランドリーグplusの試合（主催は愛媛マンダリンパイレーツ）を開催している。

## 施設概要
- 両翼：91m、中堅：118m　グラウンド面積 11,714m2
- 内野：土、外野：天然芝
- 収容人員：8,500人（内野：座席5,490人、外野：芝生席3,010人）
- 内野スタンドに屋根あり
- スコアボード：手書き式、選手名表示部はDH制非対応（守備番号と代打・代走は漢字表記）
- ナイター設備4基（投捕間=1000 lx、内野=400 lx、外野=200 lx）

外野席から

## 交通機関
- 鉄道・バス：JR四国　予讃線　新居浜駅から瀬戸内バス　今治、小松、住友病院方面行きに乗車、元塚バス停下車徒歩10分。若しくは、住友病院方面行き「住友病院前」下車、多喜浜駅行き　に乗り換え、「球場前」下車すぐ
- 最寄りのインターチェンジ：松山自動車道　新居浜インターチェンジ